# 新発田市立五十公野小学校
新発田市立五十公野小学校（しばたしりつ いじみのしょうがっこう）は、かつて新潟県新発田市にあった公立小学校。2018年(平成30年)3月をもって、近隣の松浦小学校・米倉小学校と合併し、「新発田市立東小学校」が成立、校地を東小学校に継承した。

## 沿革
- 1873年（明治6年）1月 - 白蓮寺に於いて仮開学、学校名称北蒲原郡五十公野校[1]。
- 1891年（明治24年）4月 - 北蒲原郡村立五十公野尋常小学校と改称。
- 1955年（昭和30年）3月 - 新発田市と合併し、新発田市立五十公野小学校と改称。